# Індукційна плита

Знак, що означає сумісність посуду з індукційною плитою.

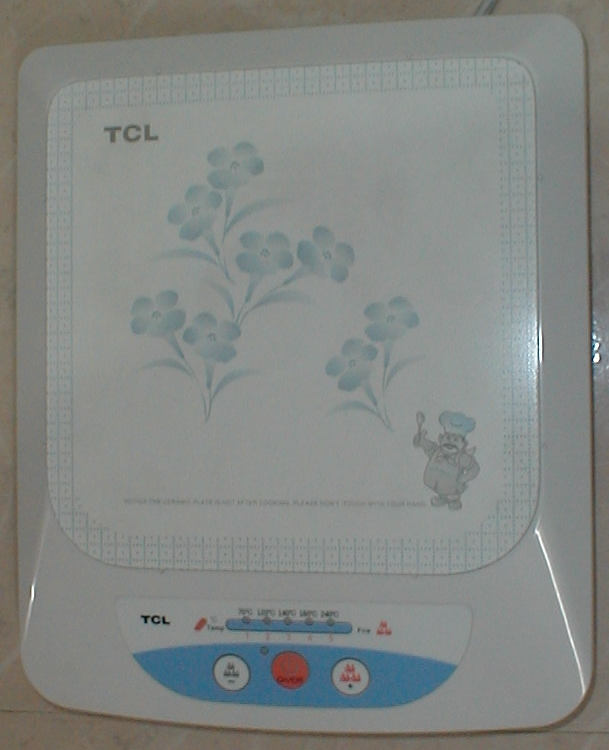
Індукційна плита (вигляд зверху).

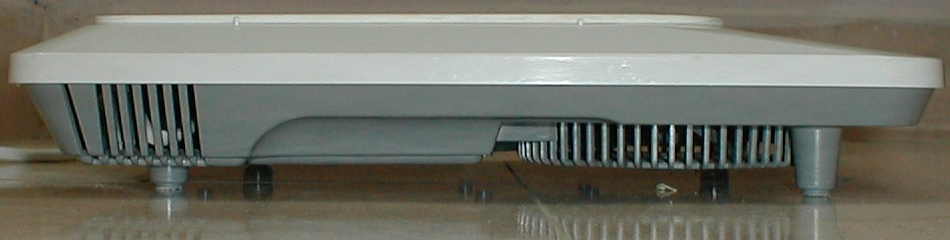
Індукційна плита (вигляд збоку).

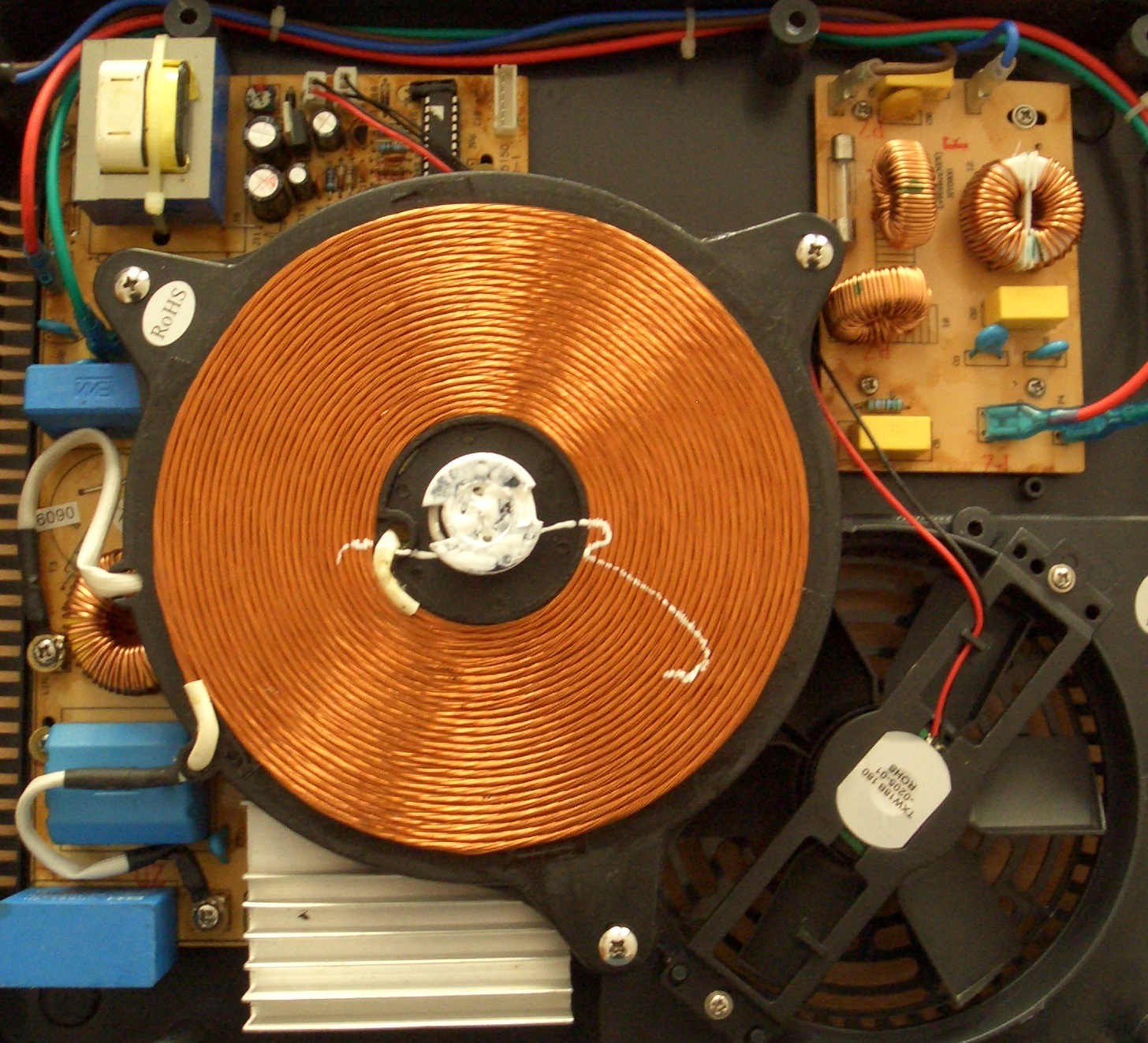
Будова індукційної плити.

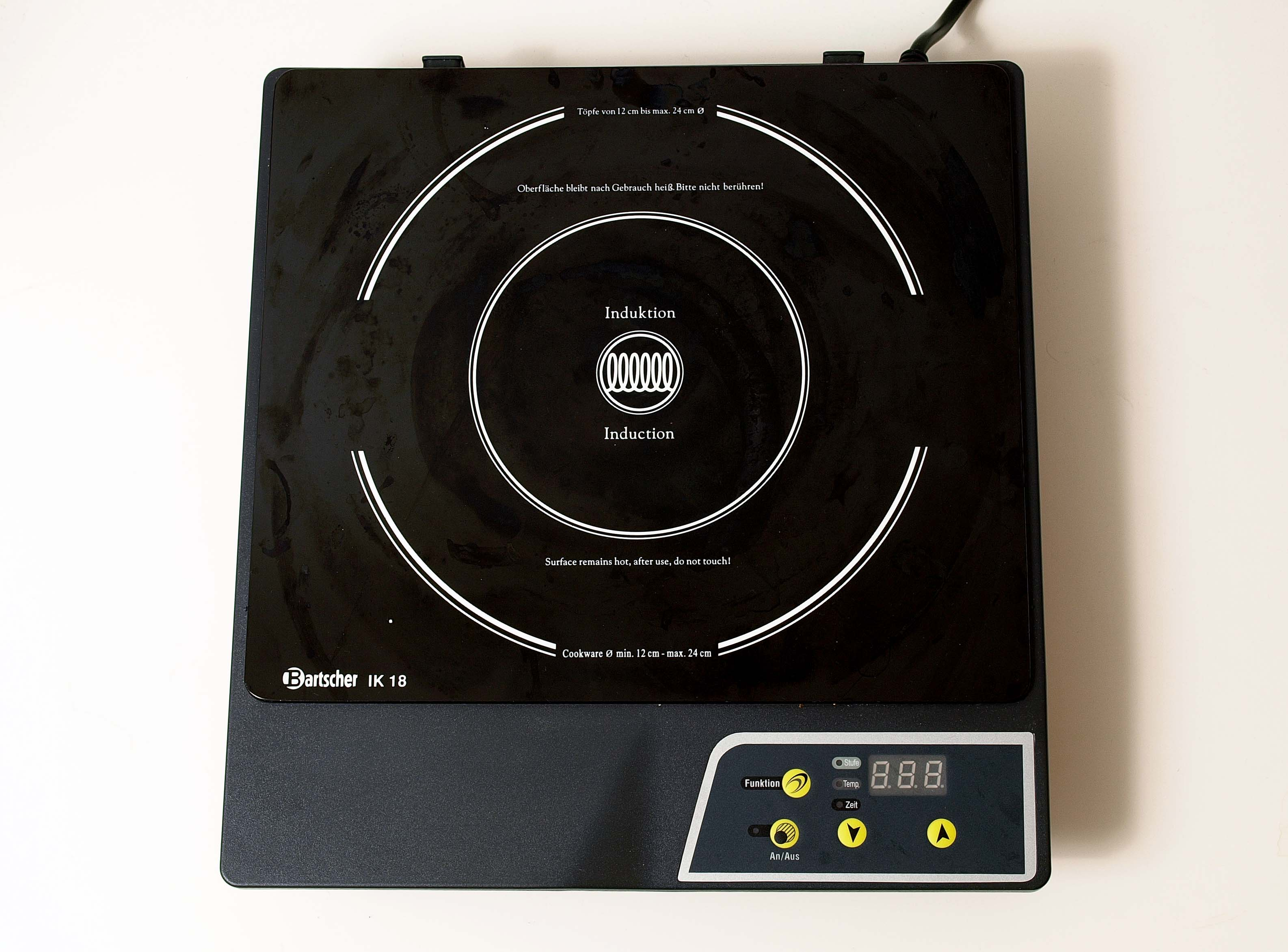
Індукційна плита з одною конфоркою.

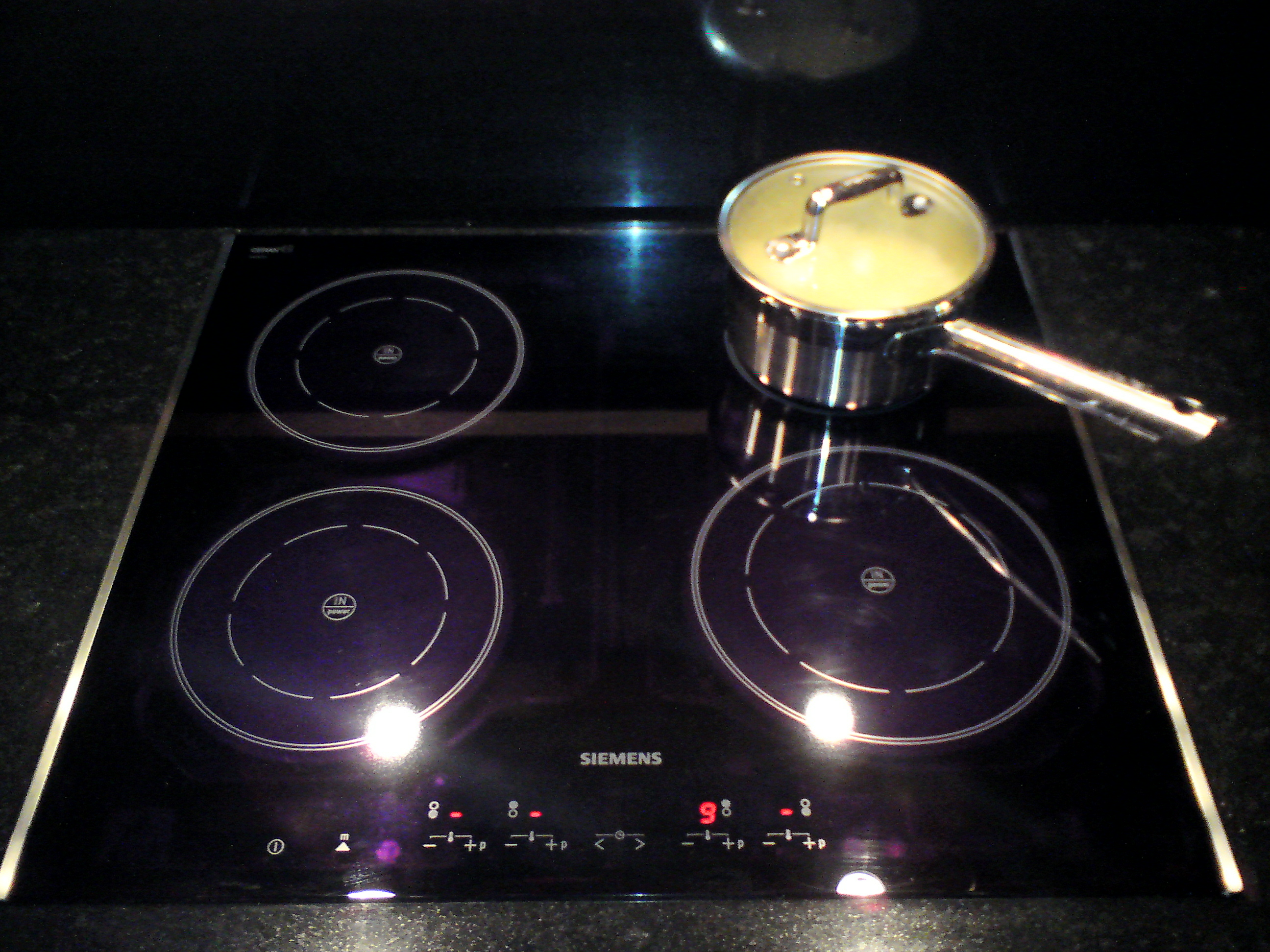
Індукційна плита від Siemens з чотирма конфорками.

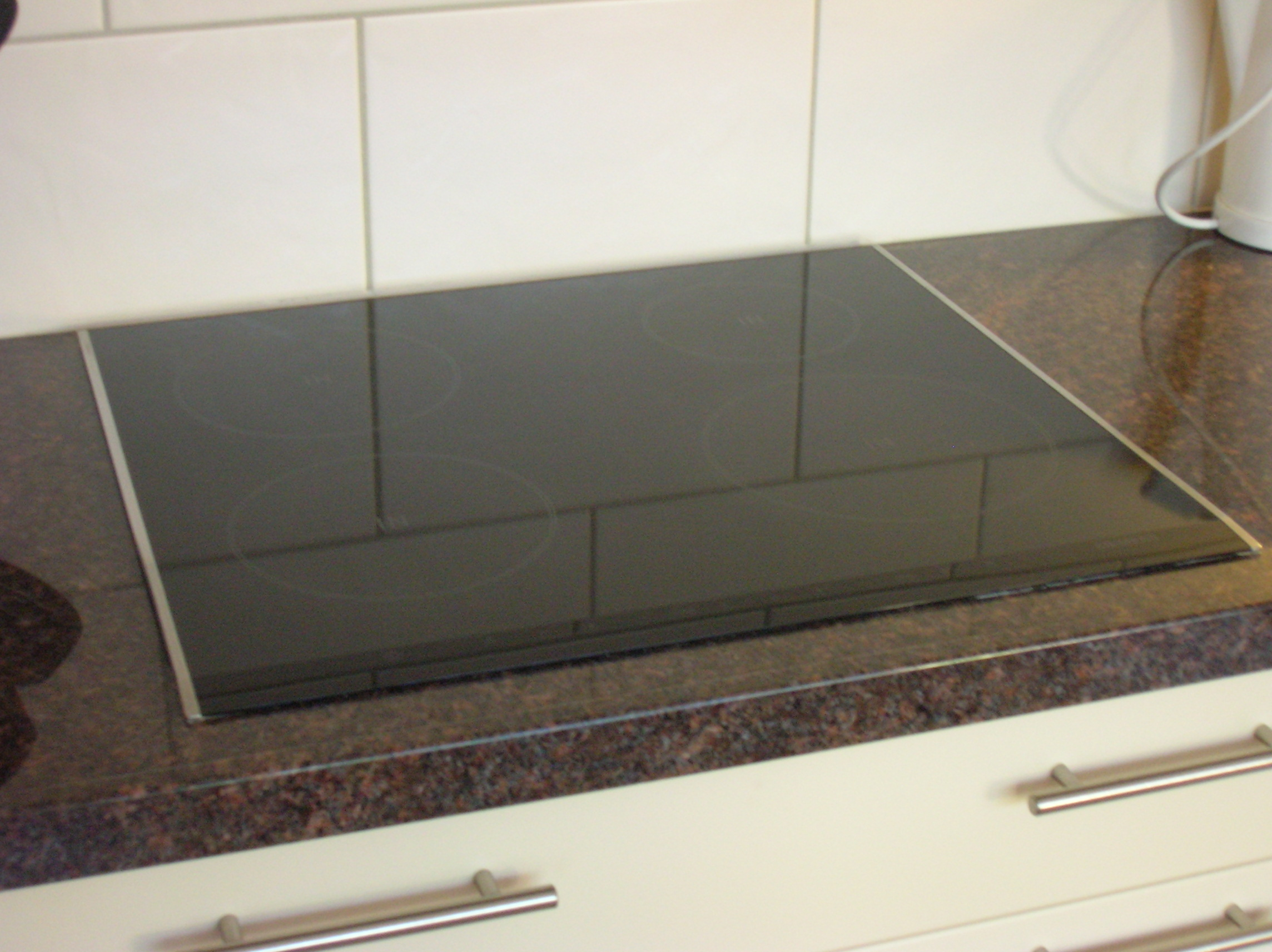
Індукційна плита може бути втоплена врівень зі стільницею.

Індукці́йна плита́ — кухонна електрична плита, що розігріває металевий посуд індукованими вихровими струмами, що генеруються високочастотним магнітним полем частотою 20-100 кГц.

## Конструкція
Конструкція плити складається з корпусу, плати управління на мікроконтролері, до якого підключений датчик температури і схема керування силовою частиною, силова частина з потужним випрямлячем і імпульсним регулятором (зазвичай на IGBT-транзисторі).
Регулювання потужності здійснюється, зазвичай, двояко: безперервно і імпульсно.
Для послідовного інвертора зі змінною частотою (variable-frequency invertor, VFI) це виглядає так: на максимальній потужності плита працює на найбільшій частоті (зазвичай, це 50-100 кГц), при зниженні потужності частота знижується. Але нижче, ніж до приблизно 20 кГц, частоти не знижують, щоб уникнути появи некомфортного для користувачів звуку (частоти вище 20 кГц люди не чують). Тому при виборі потужності нижче тієї, при якій інвертор працює на частоті 20 кГц, конфорка переходить в режим переривчастого нагріву: раз на кілька секунд вмикається і вимикається. Чим на менший час вона буде вмикатися, тим меншою буде потужність.
Індукційні печі виготовляються різного конструктиву: випускаються як малогабаритні переносні пластини, що мають одну конфорку (настільний дизайн), так і плити, призначені для вбудовування в кухонні меблі.
Також випускаються плити з комбінованим набором нагрівальних елементів: частина конфорок індукційні, частина використовує ТЕНи.

## Посуд для використання
При роботі з плитою бажано використовувати спеціальний посуд, виготовлений з матеріалу з підходящими характеристиками, який би ефективно поглинав енергію магнітного поля. Такими характеристиками є питомий опір і магнітна проникність (впливає на глибину скін-шару).
Всупереч поширеній помилці, матеріал посуду для індукційного нагріву принципово не зобов'язаний володіти феромагнітними властивостями, але на практиці для досягнення високого коефіцієнту корисної дії (без якого застосування подібних плит не мало б сенсу) відповідним матеріалом виявилися тільки метали-феромагнетики, зокрема — звичайна сталь (скін-шар у них набагато тонший, а значить опір, що виникає в них при розміщенні в магнітному полі вихрових струмів набагато вищий, і виділення тепла в тому ж магнітному полі теж вище), тому посуд для індукційних плит можна перевіряти магнітом. Сучасні індукційні плити автоматично розпізнають придатний посуд і тільки в цьому випадку переходять в робочий режим (вмикають магнітне поле).
Взагалі, традиційний емальований залізний (сталевий) посуд відмінно підходить для індукційних плит. Але, якщо каструля має дно не сучасне, плоске, а «у старому стилі», з піднесенням в центральній частині, можлива поява помітного гулу або писку при роботі через коливання цього піднесення на зразок діафрагми гучномовця.
Посуд з нержавіючої сталі і чавуну теж, зазвичай, добре підходить. Загальне правило: якщо у посуду в дні є шар феромагнітного металу (наприклад, сталі), що не відокремлений від конфорки нічим, крім діелектриків (наприклад, емаллю) — посуд підійде, незалежно від того, які матеріали і якої товщини лежать вище феромагнітного шару (магнітне поле вище нього практично не проникає).

## Переваги та недоліки

### Переваги
- Не потрібен час на розігрів конфорки (на відміну від плит з ТЕНами) — енергія виділяється прямо в товщі посуду, відразу із заданою потужністю. Це впритул наближає індукційні плити по зручності до газових.
- Коефіцієнт корисної дії близько 90% (на відміну від 60-70% у електричних плит з використанням резистивних нагрівальних елементів, і 30-60% у газових) завдяки відсутності витоку повз посуду потоків тепла від розпечених резистивних нагрівальних елементів або газів.
- Конфорки не увімкнуться, якщо не виявлять на своїй поверхні посуд з магнітним дном (в іншому випадку це вивело б з ладу високочастотний генератор, також можливий збиток здоров'ю людини під дією потужного ВЧ поля). Щоб конфорка увімкнулася, потрібно перекрити посудом істотну частину її площі (зазвичай, діаметр дна посуду повинен бути не меншим, ніж приблизно половина діаметра конфорки).
- При знятті посуду плита вимикається. У електричних плит з класичним резистивним нагрівальним елементом, конфорка нагріта постійно, незалежно від того, знаходиться на ній продукт чи ні. Як наслідок — додаткова витрата електроенергії, нагрівання повітря в приміщенні. Зазначений ефект, крім того, дозволяє знизити витрати на кондиціонування приміщення, що особливо важливо влітку.
- Точніше підтримує задану температуру посуду завдяки тому, що датчику температури, покликаному вловлювати температуру посуду, не заважає своїм теплом розпечений резистивний нагрівальний елемент або газове полум'я.
- Залежність потужності від напруги мережі практично відсутня.
- Поверхня індукційних плит нагрівається тільки від посуду і з цієї причини нагрівається не дуже сильно, швидко остигає у вимкненому стані, що знижує ризик отримання опіків.
- Велика кількість програм приготування їжі (у порівнянні з газовими плитами).
- У більшості дизайнів гладка скляна поверхня індукційної плити легко очищується від бруду.
- Відсутній неприємний запах. У старих плит, що мають ТЕНи, на поверхні згоряють частинки їжі і пилу, з чим і пов'язаний неприємний запах гару.

### Недоліки
- Вимоги до посуду
- У індукційних плит через їхню малу інерційність (і через особливості регулювання потужності) при варінні у посуді з тонким дном можливий неприємний ефект «переривчастого кипіння». Індукційні плити високого класу цього позбавлені: там застосовуються більш складні схеми регулювання потужності, що здатні нагрівати посуд безперервно з практично якою завгодно малою потужністю.
- Деякі індукційні плити мають спільні високочастотні генератори на кілька конфорок. При увімкнених одночасно конфорках вони не можуть нагрівати на максимальну потужність.
- Високе пікове споживання потужності, велике навантаження на дроти.
- Можливим недоліком є негативний вплив електромагнітного випромінювання плити на прилади, людей і інші біологічні організми.